# Milano-Vignola 1963
La Milano-Vignola 1963, undicesima edizione della corsa, valida come terza prova dei campionati italiani di ciclismo su strada a squadre, si svolse il 4 agosto 1963 lungo un percorso di 268 km, con partenza da Rogoredo ed arrivo a Vignola. La vittoria fu appannaggio dell'italiano Adriano Durante, il quale completò la gara in 6h55'00" alla media di 38,891 km/h, precedendo i connazionali Raffaele Marcoli e Oreste Magni.

## Ordine d'arrivo (Top 10)
| Pos. | Corridore           | Squadra | Tempo    |
| ---- | ------------------- | ------- | -------- |
| 1    | Adriano Durante     | Legnano | 6h55'00" |
| 2    | Raffaele Marcoli    | Legnano | s.t.     |
| 3    | Oreste Magni        | Gazzola | s.t.     |
| 4    | Graziano Battistini | IBAC    | s.t.     |
| 5    | Renzo Fontona       | IBAC    | s.t.     |
| 6    | Dino Bruni          | Gazzola | s.t.     |
| 7    | Guido De Rosso      | Molteni | s.t.     |
| 8    | Italo Zilioli       | Carpano | s.t.     |
| 9    | Vito Taccone        | Lygie   | s.t.     |
| 10   | Franco Balmamion    | Carpano | s.t.     |